# Erax hayati
Erax hayati là một loài ruồi trong họ Asilidae. Erax hayati được Tomasovic miêu tả năm 2002. Loài này phân bố ở vùng Cổ Bắc giới và châu Á.